# گلوکونو دلتا-لاکتون
گلوکونو دلتا-لاکتون (به انگلیسی: Glucono delta-lactone) یک ترکیب شیمیایی با شناسه پاب‌کم ۷۳۶ است. 